# Campaea triangularis
Campaea triangularis är en fjärilsart som beskrevs av Edward Alfred Cockayne 1948. Campaea triangularis ingår i släktet Campaea och familjen mätare. Inga underarter finns listade i Catalogue of Life.